# كاميلا مارتنز
كاميلا مارتنز (بالدنماركية: Camilla Martens)‏ هي لاعبة كرة الريشة دنماركية، ولدت في 23 أكتوبر 1989.

## وصلات خارجية
- كاميلا مارتنز على موقع BWF.tournamentsoftware.com (الإنجليزية)
- كاميلا مارتنز على موقع BWFbadminton.com (الإنجليزية)